# 大阪府道220号高石停車場線
大阪府道220号高石停車場線（おおさかふどう220ごう たかいしていしゃじょうせん）は、大阪府高石市を通る一般府道である。

## 概要
高石市千代田1丁目から高石市千代田3丁目に至る。

### 路線データ
- 起点：大阪府高石市千代田1丁目（南海本線 高石駅前）
- 終点：大阪府高石市千代田3丁目（高石南交差点、大阪府道204号堺阪南線交点）

## 地理

### 通過する自治体
- 大阪府
  - 高石市

### 交差する道路
| 交差する道路          | 交差する場所 | 交差する場所        |
| --------------------- | ------------ | ------------------- |
| 大阪府道204号堺阪南線 | 千代田3丁目  | 高石南交差点 / 終点 |

### 沿線
- 南海本線 高石駅
- アプラたかいし
- 高石藤井第二病院